# Saragih
En Indonésie, Saragih est un nom de marga ou clan batak de Sumatra du Nord.
La personne la plus connue portant ce nom de marga est le syndicaliste paysan Henry Saragih.